# النظام الكوكبي للنجم غليزا 581
النظام الكوكبي للنجم غليزا 581 (بالإنجليزية: The Gliese 581 planetary system)‏، وهو نظام مُقيد بالجاذبية يضم النجم غليزا 581 والأجرام التي تدور حوله. يتكون هذا النظام، كما هو معروف، من أربعة كواكب على الأقل مع قرص حطامي، واكتُشف هذا النظام باستخدام طريقة السرعة الشعاعية. اشتُهر هذا النظام، بشكل رئيسي، بسبب الاكتشافات المبكرة الخاصة بعلم الكواكب خارج المجموعة الشمسية بين عامي 2008 و2010، والتي أشارت إلى إمكانية وجود كواكب أرضية تدور داخل النطاق القابل للسكن في هذا النظام، مع وجود تشابه نسبي بينه وبين النظام الشمسي على مسافة 20 سنة ضوئية من الأرض. ومع ذلك، يثير التاريخ الرصدي لهذا النظام جدلًا بسبب عمليات الرصد الكاذبة والتخمينات مع عدم قدرة طريقة السرعة الشعاعية على توفير الكثير من المعلومات عن طبيعة هذه الكواكب بخلاف كتلها.
يُعتقد أن هذه الكواكب المؤكَّد وجودها موجودةً بالقرب من النجم بمدارات شبه دائرية. أسماء هذه الكواكب على ترتيبها وفقًا للمسافة من النجم: غليزا 581إي، وغليزا 581بي، وغليزا 581سي. تمثل هذه الأحرف الموجودة في اسم كل كوكب تاريخ الاكتشاف، إذ كان الكوكب ذو الحرف بي أول الكواكب المكتشفة حول هذا النجم.

## غليزا 581
يعتبر غليزا 581 نجمًا من النوع الطيفي M3V، أي أنه قزم أحمر، ويبعد عن الأرض مسافة 20 سنةً ضوئيةً تقريبًا في كوكبة الميزان. تُقدر كتلة هذا النجم بنحو ثلث كتلة الشمس، ويحتل هذا النجم المرتبة رقم 89 ضمن أقرب النجوم المعروفة إلى الشمس.
يعتبر غليزا 581 أحد أقدم أقزام النوع M، وأقلها نشاطًا، إذ يبشر نشاطه النجمي الضئيل بإمكانية احتفاظ الكواكب التابعة له بغلافها الجوي بشكل ملحوظ مقارنةً ببقية النجوم الأخرى، كما أنه يحمي هذه الكواكب من الانفجارات النجمية القاضية على كل أشكال الحياة.

## الكواكب
أنتجت الدراسات التحليلية المستمرة على هذا النظام عدة نماذج للتنظيم المداري له. ولا يوجد إجماع حتى الآن على هذه المعلومات، فقد وُضعت نماذج الثلاثة كواكب، والأربعة كواكب، والخمسة كواكب، والستة كواكب الخاصة بهذا النظام لمناقشة البيانات المتاحة للسرعة الشعاعية. تتنبأ معظم هذه النماذج بأن الكواكب الداخلية قريبة من النجم مع مدارات دائرية، بينما تتميز الكواكب الخارجية، وتحديدًا غليزا 581دي المُفترَض وجوده، بمدارات أكثر إهليجية.
تُظهر النماذج الخاصة بالنطاق القابل للسكن من النجم غليزا 581 أنه يمتد من مسافة 0.1 إلى 0.5 وحدة فلكية ما يضم مدار الكوكب غليزا 581دي. تدور الكواكب الأولى الثلاثة في مدارات أقرب للنجم من الحافة الداخلية للنطاق القابل للسكن، إذ يدور فقط الكوكبان «دي» و«جي» في ذلك النطاق.

### الكواكب المؤكَّدة

#### غليزا 581إي
يعتبر الكوكب غليزا 581إي أقرب الكواكب للنجم، ويصل أدنى حد متوقع لكتلته إلى 1.7 كتلة أرضية، وهو أقل هذه الكواكب الثلاثة في الكتلة. اكتُشف هذا الكوكب في عام 2009، وهو يعتبر آخر الكواكب المؤكدة المكتشفة في هذا النظام. يستغرق هذا الكوكب 3.15 يوم ليكمل دورته حول النجم. اقترحت التحليلات المبدئية أن مدار هذا الكوكب إهليجي إلى حد ما، ولكن تبين أن مداره دائري بعد تصحيح قياسات السرعة الشعاعية للنشاط النجمي.

#### غليزا 581بي
يعتبر الكوكب غليزا 581بي أضخم الكواكب المعروفة حول النجم غليزا 581، وهو أول كوكب مكتشف بهذا النظام.

#### غليزا 581سي
يعتبر الكوكب غليزا 581سي ثالث الكواكب التي تدور حول النجم غليزا 581. اكتُشف هذا الكوكب في أبريل عام 2007. أكد عالم الفلك ستيفان أودري وآخرون في دراستهم، التي نُشرت عام 2007، أن نصف قطر هذا الكوكب سيصل إلى 1.5 نصف قطر كوكب الأرض إذا كان يتميز بتركيب شبيه بكوكب الأرض، وهذا يمكن أن يجعله أكثر الكواكب تشابهًا مع الأرض ضمن الكواكب الخارجية المعروفة في هذا الوقت. لا يمكن أن تُجرى قياسات مباشرة لنصف قطر هذا الكوكب؛ لأنه لا يعبر أمام نجمه عند رصده من الأرض. تبلغ أدنى كتلة لهذا الكوكب نحو 5.5 كتلة أرضية. لفت هذا الكوكب الانتباه في البداية بسبب اعتباره أحد الكواكب القابلة للسكن، ولكن لم يستمر هذا لفترة طويلة. قُدر متوسط درجة حرارة سطح الجسم الأسود بنحو 3 درجات مئوية تحت الصفر، في حالة جسم بوضاءة كوكب الزهرة، و40 درجة مئوية في حالة جسم بوضاءة كوكب الأرض، ولكن يمكن أن تكون درجات الحرارة أعلى من ذلك، إلى نحو 500 درجة مئوية، بسبب جموح تأثير الاحتباس الحراري تمامًا كما هو موجود على كوكب الزهرة. يعتقد بعض علماء الفلك أن هذا النظام مر بمرحلة من هجرة الكواكب وأن الكوكب غليزا 581سي تشكل خلف الخط الجليدي لهذا النظام، ما يجعل تركيبه مماثلًا للأجرام الثلجية مثل القمر غانيميد. يكمل الكوكب غليزا 581سي مداره حول النجم في أقل من 13 يومًا بقليل.

### الكواكب غير المؤكدة

#### غليزا 581جي
يُعرف الكوكب غليزا 581جي أيضًا باسم «كوكب زارمينا» بشكل غير رسمي، وهو كوكب خارجي غير مؤكد، ومختلَف عليه، يُقترح أنه يدور ضمن النظام الكوكبي النجم غليزا 581، والذي يبعد عن الأرض مسافة 20 سنةً ضوئية. اكتُشف هذا الكوكب ضمن مسح ليك-كارنيجي للكواكب خارج المجموعة الشمسية، وهو سادس الكواكب التي تدور حول هذا النجم؛ ومع ذلك، لم يتمكن المرصد الأوروبي الجنوبي (ESO) وفريق الباحث الكوكبي بالسرعة الشعاعية عالية الدقة (هاربس) من تأكيد وجوده، وما زال وجوده أمرًا جدليًا. يُعتقد أن مدار هذا الكوكب موجود بالقرب من منتصف النطاق القابل للسكن من نجمه. وهذا يعني أنه يضمن بقاء المياه في حالتها السائلة على سطحه، وهذا أمر ضروري لكل أشكال الحياة المعروفة، في حال وجود ظروف جوية مناسبة على الكوكب.

#### غليزا 581دي
يعتبر الكوكب غليزا 581دي كوكبًا خارجيًا، وأُثير الجدل حوله ذات مرة بسبب التحليل غير الدقيق الذي نتج عن التشويش والنشاط النجمي، ولكن اقترحت إعادة التحليل أنه موجود بالفعل، بالرغم من الاختلاف النجمي. يُعتقد أن كتلة الكوكب تصل إلى 6.98 كتلة أرضية وأن نصف قطره يصل إلى 2.2 نصف قطر الأرض. يعتبر هذا الكوكب أرضًا هائلة، ولكن ما يميزه أنه كوكب ذو سطح صلب بمدار يقع ضمن النطاق القابل للسكن، ما يسمح بوجود المياه على سطحه في صورة محيطات سائلة بالإضافة إلى وجود مساحات من اليابسة، وهو ما يميز سطح كوكب الأرض، ولكن مع جاذبية سطحية أعلى لهذا الكوكب. يُعتقد أن الفترة المدارية لهذا الكوكب تصل إلى 66.87 يوم، مع نصف محور رئيسي لمداره يصل إلى 0.21847 وحدة فلكية، واختلاف مداري لم يؤكَّد بعد. تقترح الدراسات التحليلية أن هذا الكوكب يدور ضمن النطاق القابل للسكن، حيث تكون درجات الحرارة مناسبةً لدعم الحياة.

## قرص الحطام
يوجد قرص حطامي ضخم عند الحافة الخارجية لهذا النظام الكوكبي، ويحتوي على كمية من المذنبات أكبر مما هو موجود في المجموعة الشمسية. يتراوح ميل قرص الحطام بين 30 إلى 70 درجة. وإذا كانت مدارات الكواكب لها نفس المستوى المداري، ستتراوح كتلها بين 1.1 إلى مرتين من قيم أدنى حد متوقع لكتلة كل منها.